# جویی گراسفا
جویی گراسفا (انگلیسی: Joey Graceffa؛ زادهٔ ۱۶ مهٔ ۱۹۹۱) یوتیوبر، هنرپیشه، تولیدکننده، تهیه‌کننده موسیقی اهل ایالات متحده آمریکا است. او دو کانال در یوتیوب دارد، که یکی کانال اصلی اوست و دیگر دربارهٔ بازی‌های رایانه ای. کانال سوم او در یوتیوب دیگر فعال نیست.
او در انتهای ویدئو کلیپ Don't Wait، دنیل پردا که نقش یک شاهزاده را بازی می‌کرد بوسید و پس از یک روز در ویدئویی دیگر همجنسگرا بودن خود را آشکار کرد.